# Хосфорд (Флорида)
Хосфорд (енгл. Hosford) насељено је место без административног статуса у америчкој савезној држави Флорида.

## Демографија
По попису из 2010. године број становника је 650.
| Група             | 2000.    | 2010.       |
| Белци             | 0 (0,0%) | 611 (94,0%) |
| Афроамериканци    | 0 (0,0%) | 11 (1,7%)   |
| Азијати           | 0 (0,0%) | 4 (0,6%)    |
| Хиспаноамериканци | 0 (0,0%) | 13 (2,0%)   |
| Укупно            | 0        | 650         |